# Hyalinobatrachium pellucidum
La rana de cristal fantasma (Hyalinobatrachium pellucidum) es una especie de anfibio anuro de la familia de las ranas de cristal (Centrolenidae). Habita bosques tropicales montanos bajos desde Ecuador hasta el sudeste de Perú, en altitudes entre 1000 y 1740 m. Se encuentra amenazada de extinción por la pérdida y degradación de su hábitat.